# Золотенкова, Екатерина Дмитриевна
Екатерина Дмитриевна Золотенкова (июнь 1923 — 1997) — передовик советского сельского хозяйства, доярка племенного завода «Ленинск-Кузнецкий» Ленинск-Кузнецкого района Кемеровской области, Герой Социалистического Труда (1966).

## Биография
Родилась в июне 1923 году на территории современной Самарской области в русской большой крестьянской семье. Труд крестьянский был знаком с детства. Завершив обучение в начальной школе, трудоустроилась в сельское хозяйство. В начале 1950-х годов стала работать на территории племенного завода "Ленинск-Кузнецкий" в посёлке Родниковый Ленинск-Кузнецкого района, дояркой.
Работа на племенном заводе была трудной, доили коров вручную, обслуживали большую группу животных. Екатерина Дмитриевна работала усердно и энергично. Уже в первые годы сумела добиться высоких результатов в животноводстве. Неоднократно принимала участие во Всесоюзной сельскохозяйственной выставки и на Выставках достижений народного хозяйства (ВДНХ) СССР. Одновременно с работой дояркой она воспитывала пятерых детей.
В 1963 году доярка Золотенкова сумела получить от каждой коровы по 3 тысячи килограммов молока, а в 1964 году – 4 тысячи килограммов, в 1965 году – около 5 тысяч килограммов. Трудовые достижения были отражены в Книге Почёта «Летопись борьбы трудящихся Кузбасса за коммунизм», её имя занесено на страницы этого почётного издания.
За достигнутые успехи в развитии животноводства, увеличении производства молока, Указом Президиума Верховного Совета СССР от 22 марта 1966 года Екатерине Дмитриевне Золотенковой было присвоено звание Героя Социалистического Труда с вручением ордена Ленина и золотой медали «Серп и Молот».
В 1973 году вышла на заслуженный отдых. Избиралась депутатом Кемеровского областного Совета депутатов трудящихся 11-го созыва.
Проживала в посёлке Родниковый Кемеровской области. Умерла в 1997 году.

## Награды
За трудовые успехи удостоена:
- золотая звезда «Серп и Молот» (22.03.1966),
- орден Ленина (22.03.1966),
- другие медали.